# Esforço cortante

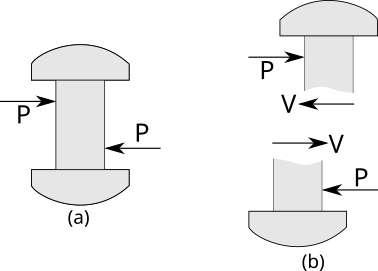
(a) Carregamento externo P atuando sobre um elemento. (b) Vista secionada mostrando o esforço cortante V gerado pelo carregamento externo

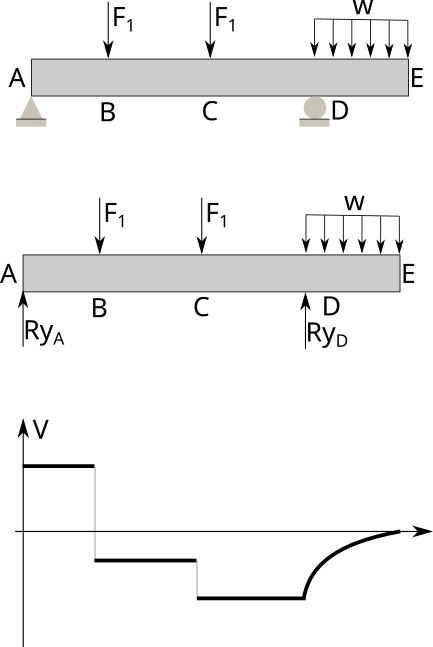
Exemplo de viga carregada, reações de apoio e gráfico de esforço cortante

Esforço cortante, força cortante ou força de cisalhamento é a força interna desenvolvida em membros estruturais que atua tangencialmente sobre a área de seção transversal de uma peça. Em engenharia é o termo usado para descrever a força que tende a cortar um objeto sem que haja curvatura. Este tipo de esforço atua contra a resistência ao cisalhamento do material, e é responsável por gerar a tensão de cisalhamento e a deformação por cisalhamento
Na engenharia o esforço cortante de um componente é importante para o projeto das dimensões e seleção de materiais a serem usados para a manufatura/produção do componente, (e.g. vigas, sapatas, ou parafusos). Em uma viga de concreto armado, o um dos propósito da colocação de vergalhões é aumentar a resistência ao cisalhamento.
A convenção de sinal usual considera a uma força cortante positiva, se ela for capaz de gerar um rotação no sentido horário.
A tensão de cisalhamento que é gerada por um certo esforço cortante pode ser definida pela razão entre a força cortante e a área de seção transversal:

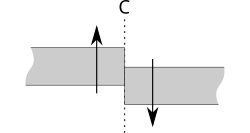
Efeito de forças externas (esforço cortante positivo)

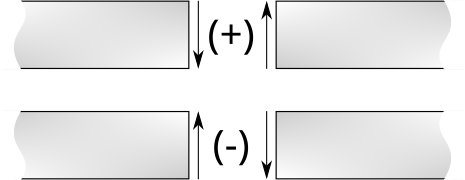
Esforço de cisalhamento e convenção usual de sinal

{\displaystyle \tau ={\frac {V}{A}}}

## Diagrama de esforço cortante
O diagrama de esforço cortante é um gráfico que define a intensidade da força de cisalhamento para qualquer ponto do elemento, corpo ou viga. É um gráfico que relaciona no eixo das ordenadas o a intensidade do esforço cortante, e no eixo das abicissas a distância em relação a um ponto do corpo (normalmente um dos pontos extremos).
O gráfico de esforço cortante é diretamente relacionado com outros diagramas importantes na análise de vigas, uma vez que integrando o diagrama de esforço cortante obtemos o diagrama de momento fletor.

## Ação sob materiais
Em geral, materiais dúcteis falham em cisalhamento em cortante (ex. alumínio), enquant o materiais frágeis (ex. ferro fundido) falham sob tração. Como um guia muito grosseiro:
| Material          | Relação de forças limites | Relação de força de cisalhamento |
| ----------------- | ------------------------- | -------------------------------- |
| Aços              | ECL = aprox. 0.75*ETL     | TEC = approx. 0.58*TYS           |
| Ferro dúctil      | ECL = aprox. 0.9*ETL      | TEC = aprox. 0.75*TET            |
| Ferro maleável    | ECL = aprox. 1.0*ETL      |                                  |
| Ferro forjado     | ECL = aprox. 0.83*ETL     |                                  |
| Ferro fundido     | ECL = aprox. 1.3*ETL      |                                  |
| Ligas de alumínio | ECL = aprox. 0.65*ETL     | TEC = aprox. 0.55*TET            |

ECL: Esforço cortante limite, ETL: Esforço de tração limite, TEC: Tolerância ao esforço de cisalhamento, TET: Tolerância ao esforço de tração